# Cratere Kribi
Kribi  è un cratere sulla superficie di Marte.